# Jacques Bompaire
Jacques Bompaire (* 16. Januar 1924 in Angers, Département Maine-et-Loire; † 6. Mai 2009 in Versailles) war ein französischer Gräzist und Byzantinist.

## Leben
Bompaire war Sohn des Generals François Bompaire und seiner Frau Renée, geborene Saché. Nach dem Schulbesuch in Lyon, Cherbourg, Paris, Angers und Millau sowie dem Besuch der Vorbereitungsklasse (khâgne) am Lycée de Montpellier wurde Bompaire 1943 Student der École normale supérieure in Paris. Von 1944 bis zum Ende des Zweiten Weltkriegs verpflichtete er sich für den Wehrdienst. 1947 gelang es ihm, bei der Agrégation (Staatsprüfung für das höhere Lehramt) im Fach lettres (Sprachen und Literaturen) den ersten Platz zu belegen. Er wurde daraufhin Dozent am Institut für Kunst und Archäologie der Sorbonne und 1948 Mitglied der École française d’Athènes.
1950 erhielt er eine Stelle als Assistent für griechische Sprache und Literatur an der Universität Rennes. 1956 war er Attaché de recherches (Forschungsmitarbeiter) am Centre national de la recherche scientifique (CNRS). Im gleichen Jahr wurde er mit einer Dissertation über Lucien écrivain. Imitation et création an der Universität Rennes promoviert. 1957 wurde er dort zum Lehrbeauftragten für klassische Philologie und Grammatik ernannt, 1958 zum Maître de conférences, 1960 zum Titularprofessor für klassische Philologie.
1962 wurde er zum Titularprofessor am Lehrstuhl für Gräzistik an der Universität Nantes ernannt. Zugleich war er von 1962 bis 1964 Direktor des Collège littéraire in Nantes sowie von 1964 bis 1967 Dekan der geisteswissenschaftlichen Fakultät der Universität Nantes.
1967 wurde er Recteur der Académie (Leiter der regionalen Bildungsbehörde) von Nancy, 1969 war er Recteur adjoint au recteur der Académie von Paris, von 1970 bis 1971 Recteur der Académie von Nantes.
1971 wurde er schließlich zum Professor für griechische Sprache und Literatur an der Université Paris 4 Sorbonne ernannt, 1973 zum Direktor des dortigen Griechisch-Instituts. Er war Mitglied der Arbeitsgruppe „Archive von Athos“ des Zentrums für Forschungszentrums für Geschichte und Zivilisation von Byzanz am Collège de France und der gemeinsamen Forschungseinheit (UMR) 8167 des CNRS sowie von 1986 bis 1991 der Kommission Mondes de l’Antiquité („Welten der Antike“) des CNRS.
Von 1981 bis 1988 war er als Nachfolger von Raymond Polin zugleich Rektor der Université Paris 4 Sorbonne. 1990 wurde Bompaire emeritiert. Er blieb Ehrenrektor der Universität.
Bompaire war 1976 Vorsitzender der Association pour l’encouragement des études grecques en France, von 1989 bis 1996 Vorsitzender der Association Guillaume Budé und anschließend Ehrenvorsitzender. Von 1982 bis 1990 war er zudem Vorsitzender der Société de l’histoire du protestantisme français.
Bompaire wurde mehrfach ausgezeichnet. Er war Offizier der Ehrenlegion, Kommandeur des Ordre des Palmes Académiques und Ehrenritter des Ordens vom Hospital des Heiligen Johannes zu Jerusalem.
Bompaire heiratete 1948 Marianne Silhol. Sie hatten sechs Kinder.

## Forschungsschwerpunkte
Forschungsschwerpunkte waren die griechische Literatur der Kaiserzeit und der byzantinischen Zeit. Insbesondere hat er die Werke des Lukian von Samosata für die Collection des Universités de France des Verlags Les Belles Lettres herausgegeben und übersetzt. Im Bereich der Byzantinistik war er an der Edition der Archive des Athos mit einer Edition der Akten des Klosters Xeropotamou und (in Zusammenarbeit mit anderen) der Akten des Klosters Vatopedi beteiligt. Über die Fachgrenzen hinaus hat Bompaire eine Skizze des europäischen Protestantismus vorgelegt.

## Schriften (Auswahl)
Schriftenverzeichnis
- Bibliographie de Jacques Bompaire. In: Ὀπώρα. La belle saison de l’hellénisme. Études de littérature antique offertes au Recteur Jacques Bompaire. Textes rassemblés par Alain Billault. Presses de l’Université de Paris-Sorbonne, Paris 2001, S. 2–5.

Monographien
- Lucien écrivain. Imitation et création. E. de Boccard, Paris 1958; Les Belles Lettres, Paris 2000. – Rez. von Francis Vian, in: Revue belge de philologie et d’histoire 37, 1959, S. 767–770, (online).
- Esquisse historique du protestantisme européen. Éd. Lumière des hommes-Nuance, Nîmes 2001.

Herausgeberschaften
- (Hrsg.): La paléographie grecque et byzantine. Paris, 21–25 octobre 1974 (Colloque international organisé sous les auspices du Centre national de la recherche scientifique). Ed. du Centre national de la recherche scientifique, Paris 1977 (Colloques internationaux du CNRS, 559). – (Einleitung zusammen mit Jean Irigoin)

Texteditionen
- (Hrsg.): Actes de Xéropotamou. Édition diplomatique. 2 Bde. (Texte. Album). P. Lethielleux, Paris 1964 (Archives de l’Athos, fondées par Gabriel Millet, publiées par Paul Lemerle, III). – Rez. von Emmanuel Amand de Mendieta, in: L’Antiquité classique 37, 1968, S. 363–365, (online); André Guillou, in: Journal des savants 1965, S. 602–606, (online); Hélène Antoniadis-Bibicou, in: Annales. Économies, Sociétés, Civilisations 21, 1966, S. 1124–1126, (online).
- mit Jacques Lefort, Vassiliki Kravari, Christophe Giros (Hrsg.): Actes de Vatopédi. Tome 1, Des origines à 1329. 2 Bde. Editions du CNRS, Paris 2001 (Archives de l’Athos, fondées par Gabriel Millet, publiées par Paul Lemerle, XXI). – Rez. von Albert Failler, in: Revue des études byzantines 61, 2003, S. 253–254, (online); Mark C. Bartusis, in: Speculum 78, 2003, S. 468–470, (online).
- Lucien de Samosate, Œuvres. Texte établi et traduit en français par Jacques Bompaire. Les Belles Lettres, Paris (Collection des Universités de France):
  - Tome 1: Opuscules 1–10 (Phalaris A, Phalaris B, Hippias, Dionysos, Héraclès , À propos de l’ambre ou des cygnes, Éloge de la mouche, Nigrinos, Vie de Démonax et La salle). 1993.
  - Tome 2: Opuscules 11–20 (Éloge de la patrie, Les « longue-vie », Histoires vraies A, Histoires vraies B, Qu’il ne faut pas croire à la légère à la calomnie, Le jugement des voyelles, Le banquet ou les Lapithes, Le pseudosophiste ou le soléciste, La traversée pour les enfers ou le tyran et Zeus confondu). 1998.
  - Tome 3: Opuscules 21–25 (Zeus tragédien, Le songe ou le coq, Prométhée, Icaroménippe ou l’homme qui va au-dessus des nuages et Timon ou le misanthrope). 2003.
  - Tome 4: Opuscules 26–29 (Charon ou les observateurs, Les vies des philosophes à l’encan, Les ressuscités ou les pêcheurs et La double accusation ou les tribunaux). 2008.
- Lucien de Samosate, Portraits de philosophes. Introduction générale et notes par Anne-Marie Ozanam, traductions par Anne-Marie Ozanam et Jacques Bompaire. Les Belles Lettres, Paris, 2008 (coll. Classiques en poche). – (Démonax, Le Banquet ou les Lapithes, le Rêve ou le Coq, Vies de philosophes à vendre, les Ressuscités ou le Pêcheur, Sur la mort de Pérégrinos, Hermotimos, le Navire ou les Vœux; zweisprachige Ausgabe).
- Lucien de Samosate, Voyages extraordinaires. Introduction et notes par Anne-Marie Ozanam, traductions par Anne-Marie Ozanam et Jacques Bompaire. Les Belles Lettres, Paris, 2009 (coll. Classiques en poche). – (Dionysios, Sur l’ambre ou sur les cygnes, Histoires vraies A et B, La traversée ou le tyran, Icaroménippe, Charon ou les observateurs, Ménippe ou la consultation des morts, Sur les dipsades, Dialogues des morts; zweisprachige Ausgabe).
- Lucien de Samosate, Comédies humaines. Traductions, introductions et notes par Anne-Marie Ozanam. Les Belles Lettres, Paris, 2010 (coll. Classiques en poche). – (Timon ou le Misanthrope [texte établi par Jacques Bompaire], Contre l’inculte, Le Parasite, Philopseudès, Sur les hôtes à gages, Lexiphanès, Dialogues des hétaïres; zweisprachige Ausgabe).

Artikel
- Photius et la Seconde Sophistique, d’après la Bibliothèque. In: Travaux et Mémoires du Centre de Recherche d’Histoire et Civilisation de Byzance 8, 1981, S. 79–86.
- Diplomatique et rhétorique à l’époque de Michel VIII Paléologue, 1258–1282. In: Jean-Pierre Bardet, Madeleine Foisil (Hrsg.): La vie, la mort, la foi, le temps. Mélanges offerts à Pierre Chaunu. Presses Universitaires de France, Paris 1993, S. 671–681.